# Transformada de Hilbert-Huang
A transformada de Hilbert-Huang é uma técnica de decomposição de sinais em tempo-frequência utilizada nas mais diversas áreas, como biomedicina, química, economia e meteorologia. Rompe com o pressuposto clássico da decomposição de Fourier do sinal, em funções de base ortogonais definidas à priori, (independentemente do sinal)que são funções sinusoidais com Amplitude e frequência fixas.
Esta técnica tem especial importância quando os sinais não têm características de linearidade e de estacionaridade, casos em que o tratamento clássicfo via FFT (Fast Fourier Transform) irá resultar com igual eficiência. 
A THH é um processo que comporta duas fases (EMD - Empirical mode decomposition e HSA - Hilbert Spectral analysis).
As funções de base obtidas derivam do próprio sinal (base à posteriori) e têm amplitude variável e frequência também variável (instantânea).
Esta técnica foi desenvolvida num dos organismos da NASA por Northen E. Huang em 1998, e tem sido aplicada a sinais nos mais variados ramos da ciência, que vão desde a engenharia à medicina.